# Acrida ungarica
Acrida ungarica (Herbst, 1786) è un insetto ortottero della famiglia Acrididae, diffuso in Europa.

## Descrizione
È una cavalletta dal corpo snello e affusolato che può raggiungere 40–70 mm nelle femmine, 25–40 mm nei maschi.

Il capo è allungato a forma di cono e presenta antenne appiattite a punta di lancia.
La livrea va dal verde al bruno, a seconda dell'ambiente.
Specie simili: Acrida turrita, Truxalis nasuta.

A. turrita si distingue da A.ungarica per la presenza di un solco trasversale sulla metà posteriore del pronoto (presente anche in A. ungarica ma situato più anteriormente) .

## Sottospecie
Sono note le seguenti sottospecie:
- Acrida ungarica mediterranea Dirsh, 1949
- Acrida ungarica ungarica (Herbst, 1786)

## Distribuzione e habitat
La specie è diffusa in Europa centrale e meridionale: Francia, Italia, Spagna, Austria, Bosnia ed Erzegovina, Croazia, Slovenia, Slovacchia, Bulgaria, Romania, Ungheria, Macedonia, Grecia, nonché in diverse isole del bacino del Mediterraneo tra cui Sicilia, Sardegna, Corsica, isole Baleari, Malta, isole Cicladi, Dodecanneso.

In Italia è presente la sottospecie A. ungarica mediterranea, diffusa in tutta la penisola (eccetto che sull'arco alpino) e nelle isole maggiori.
Predilige i prati radi, i terreni pietrosi e le dune litoranee.

## Biologia
È una specie fitofaga.